# Herrenmühle (Bischheim)
Die Herrenmühle in Bischheim ist ein herrschaftliches gründerzeitliches Wohnhaus um 1870, das zeitweise unter Denkmalschutz stand.

## Anwesen
Die Herrenmühle ist ein zweigeschossiger Satteldachbau mit verputztem Bruchsteinmauerwerk, Fachwerkbreitgaube (ca. 1900). Das historische Anwesen umfasst  Wirtschaftsgebäude und mehrere Nebengebäude, den Herrngarten mit einer Bruchsteinmauer und eine Hofanlage. Sowohl die Wirtschaftsgebäude als auch der Hof sind teilweise unterkellert. Einzelne Gebäudekomplexe sind ungenutzt, und es besteht ein erheblicher Instandhaltungsstau; einsturzgefährdete Gebäudeteile wurden im Jahr 2009 und 2010 zurückgebaut. Das Anwesen umfasst heute etwa 7000 Quadratmeter, ist im Besitz mehrerer Eigentümer und wird von diesen bewohnt. 

## Geschichte
Die Herrenmühle, im Eigentum der Landesherrschaft Grafen von Nassau-Weilburg, wird bereits 1657 erwähnt. Die Mühlenanlage wurde als Öl-, Gipsmühle und Hanfreibe betrieben. 1870 wurde eine automatische Dampfmühle eingebaut. Als Großbetrieb erlangte die Herrenmühle im 19. Jahrhundert wirtschaftliche Bedeutung. Gerüchten zufolge soll es auch einen alten Tunnel geben, der bis ins benachbarte Kirchheimbolanden führt. Mögliche Eingänge zu einem solchen Tunnel sind heute noch zu finden, aber die meisten Gänge sind nach einigen Metern verschüttet oder zugemauert.